# Juha Hautamäki
Juha Hautamäki (ur. 8 czerwca 1982 w Seinäjoki) – fiński żużlowiec.

## Życiorys
Czterokrotny medalista młodzieżowych indywidualnych mistrzostw Finlandii: złoty (2003), dwukrotnie srebrny (1999, 2000) oraz brązowy (2001). Dziewięciokrotny medalista indywidualnych mistrzostw Finlandii: czterokrotnie złoty (2005, 2007, 2008, 2013), czterokrotnie srebrny (2004, 2006, 2011, 2014) oraz brązowy (2012). Czterokrotny złoty medalista mistrzostw Finlandii par (2007, 2008, 2009, 2010). Ośmiokrotny złoty medalista drużynowych mistrzostw Finlandii (1998, 2002, 2003, 2005, 2006, 2007, 2008, 2009). 
Finalista mistrzostw Europy par (Terenzano 2007 – IV miejsce). Wielokrotny reprezentant Finlandii w eliminacjach drużynowego Pucharu Świata.
W 2008 r. startował w lidze polskiej, w barwach klubu Kolejarz Opole.

## Przynależność klubowa
Polska
- Kolejarz Opole (2008)